# Passiflora gracillima
Passiflora gracillima Killip – gatunek rośliny z rodziny męczennicowatych (Passifloraceae Juss. ex Kunth in Humb.). Występuje naturalnie w Kostaryce, Panamie, Kolumbii oraz Ekwadorze. 

## Morfologia
PokrójZdrewniałe, trwałe, nagie liany.
LiścieOwalne, ścięte u podstawy. Mają 2,3–4,3 cm długości oraz 2–2,4 cm szerokości. Całobrzegie, z tępym lub ostrym wierzchołkiem. Ogonek liściowy jest nagi i ma długość 15–25 mm. Przylistki są liniowe, mają 1 mm długości.
KwiatyZebrane w pary. Działki kielicha są podłużnie owalne, mają 1,2–1,6 cm długości. Płatki są podłużnie owalne, mają 1,2–1,4 cm długości. Przykoronek ułożony jest w 1–2 rzędach, ma 2–4 mm długości.
OwoceSą jajowato wrzecionowatego kształtu. Mają 4,5–8,5 cm długości i 1,5–2,5 cm średnicy.